# BBB Korea
bbb korea (before babel brigade) ist eine gemeinnützige Organisation in Südkorea, die kostenlose Dolmetscherdienste von freiwilligen Dolmetschern anbietet. Die Organisation wurde 2003 mit dem Ziel gegründet, eine Gesellschaft ohne sprachliche oder kulturelle Barrieren zu schaffen. bbb korea hat seinen Hauptsitz in Seoul, Südkorea.

## Geschichte
bbb korea startete 2002 zunächst als Kampagne für die FIFA-Weltmeisterschaft und die Asienspiele 2002. Die bbb-Kampagne zielt darauf ab, den Besuchern die Kommunikation in Korea durch kostenlose Dolmetschdienste zu erleichtern. Der Dienst wurde durch die Verwendung von Anrufen erleichtert. Wenn man anruft und die Sprache auswählt, hat bbb korea den Sprecher automatisch mit einem verfügbaren Dolmetscher für Freiwillige verbunden. Der Name bbb before babel brigade spielt auf die Zeit vor dem Turmbau zu Babel an, in der es angeblich eine Welt ohne Verständigungsprobleme gegeben haben soll.
Im Jahr 2003 wurde die bbb korea als gemeinnützige Organisation angemeldet.  Sie ist vom koreanischen Ministerium für Kultur, Sport und Tourismus als gemeinnützig zugelassen. Sie unterstützt internationale Veranstaltungen in Korea, wie die Daegu Sommer-Universiade 2003 und die Olympischen Winterspiele 2018 in Pyeongchang. Derzeit ist sie eine Organisation mit über 4500 Freiwilligen für 20 Sprachen.

## Programme

### Sprachübersetzungsdienst
Personen mit Sprachschwierigkeiten können bbb korea wählen, um den Dolmetschdienst kostenlos zu nutzen. Der bbb-Interpretationsdienst kann durch Wählen und Auswählen der Sprache über ein automatisches Antwortsystem (ARS) verwendet werden. Dann wird der Sprecher automatisch mit einem verfügbaren Dolmetscher verbunden. Eine andere Möglichkeit ist das Herunterladen der bbb-Anwendung auf dem Smartphone. In der App können Benutzer die gewünschte Sprache auswählen und sind entsprechend mit einem Dolmetscher verbunden. Wer sich als freiwilliger Dolmetscher für bbb korea registrieren möchte, kann sich über die bbb korea-Website bewerben. Nach erfolgreichem Bestehen des Sprachtests und Abschluss der Dolmetschausbildung kann der Bewerber bbb-Dolmetscher werden. Von den Bewerbern werden ein hohes Sprachverständnis sowie situative angepasste  Reaktionen erwartet.

#### Sprachen
- Englisch
- Deutsch
- Chinesische Sprache[6]
- Japanisch[7][8]
- Französisch
- Spanisch
- Italienisch
- Russisch[9]
- Portugiesisch
- Arabisch
- Polieren
- Türkisch
- Schwedisch
- Thai
- Vietnamesisch
- Indonesisch
- Mongolisch
- Hindi
- Malaysisch
- Swahili[10]

### Globale Projekte
bbb korea verfolgt auch globale Projekte. 2014 hat es den bbb-Service in Brasilien für die Fußballweltmeisterschaft implementiert. Das Projekt wurde Rio Amigo genannt und war ein Projekt, das sowohl Einheimischen als auch ausländischen Besuchern einen kostenlosen Dolmetschservice anbot. Das Projekt ermöglichte die Kommunikation zwischen verschiedenen Nationalitäten.
Darüber hinaus verfolgt bbb das Projekt bbb Indonesia, um den mündlichen Übersetzungsdienst in Indonesien bereitzustellen.

### Kulturprogramme
- Koreanische Kulturzentren

Zentren, in denen die koreanische Sprache und Kultur im Ausland vermittelt wird, werden von bbb geleitet. Die Zentren bieten koreanische Sprach- und Kulturkurse wie K-POP-Tanzkurse an. Sie befinden sich in Myanmar und Vietnam.
- Kulturaustauschveranstaltungen

bbb korea veranstaltet jährlich den „bbb International Friends Day“. Bei dieser Veranstaltung kommen die Familien der bbb-Freiwilligen sowie Freunde aus dem Ausland zusammen, um an kulturellen Aktivitäten teilzunehmen. Im Jahr 2018 fand in Seoul Forest der 10. bbb International Friends Day mit über 2000 Teilnehmern statt.
- Kommunikationskampagnen

bbb korea organisiert mit seinem Dolmetschservice Kampagnen zur Förderung von Korea ohne Sprachbarrieren. Die Kampagnen wurden an verschiedenen Orten durchgeführt, beispielsweise am Flughafen Incheon
, am Bahnhof Seoul und mehr.
- bbb Probono (studentische Freiwilligengruppe)

bbb Probono ist eine studentische Freiwilligengruppe von bbb korea. Der Begriff Pro bono steht „für das Gemeinwohl“. Die Studentengruppe stellt unterschiedliche Kulturen auf der ganzen Welt vor, um kulturelle Barrieren zu minimieren. Sie organisiert verschiedene kulturelle Programme wie die Gestaltung von Online-Inhalten und die Organisation von Kampagnen.
- bbb Zeitschrift Heart&Communication

In jeder Saison veröffentlicht bbb korea eine Zeitschrift mit dem Titel „Heart & Communication“. Das Magazin bietet Artikel und Interviews zu Sprache und Kultur.